# محمد بن خيرة
معروف بابن العطار، وهو مولى الكاتب محمد بن أبي هريرة خادم الظافر إسماعيل بن عبد الرحمن ذي النون كان من صغار تلاميذ ابن الصفّار، متقنًا لعلم العدد والهندسة والفرائض، وقعد لتعليم ذلك بقرطبة. ذكره صاعد وكان معاصرًا له.